# Puliciphora imbecilla
Puliciphora imbecilla är en tvåvingeart som beskrevs av Borgmeier 1960. Puliciphora imbecilla ingår i släktet Puliciphora och familjen puckelflugor.
Artens utbredningsområde är Panama. Inga underarter finns listade i Catalogue of Life.